# فهرست کالج‌های آلبرتا

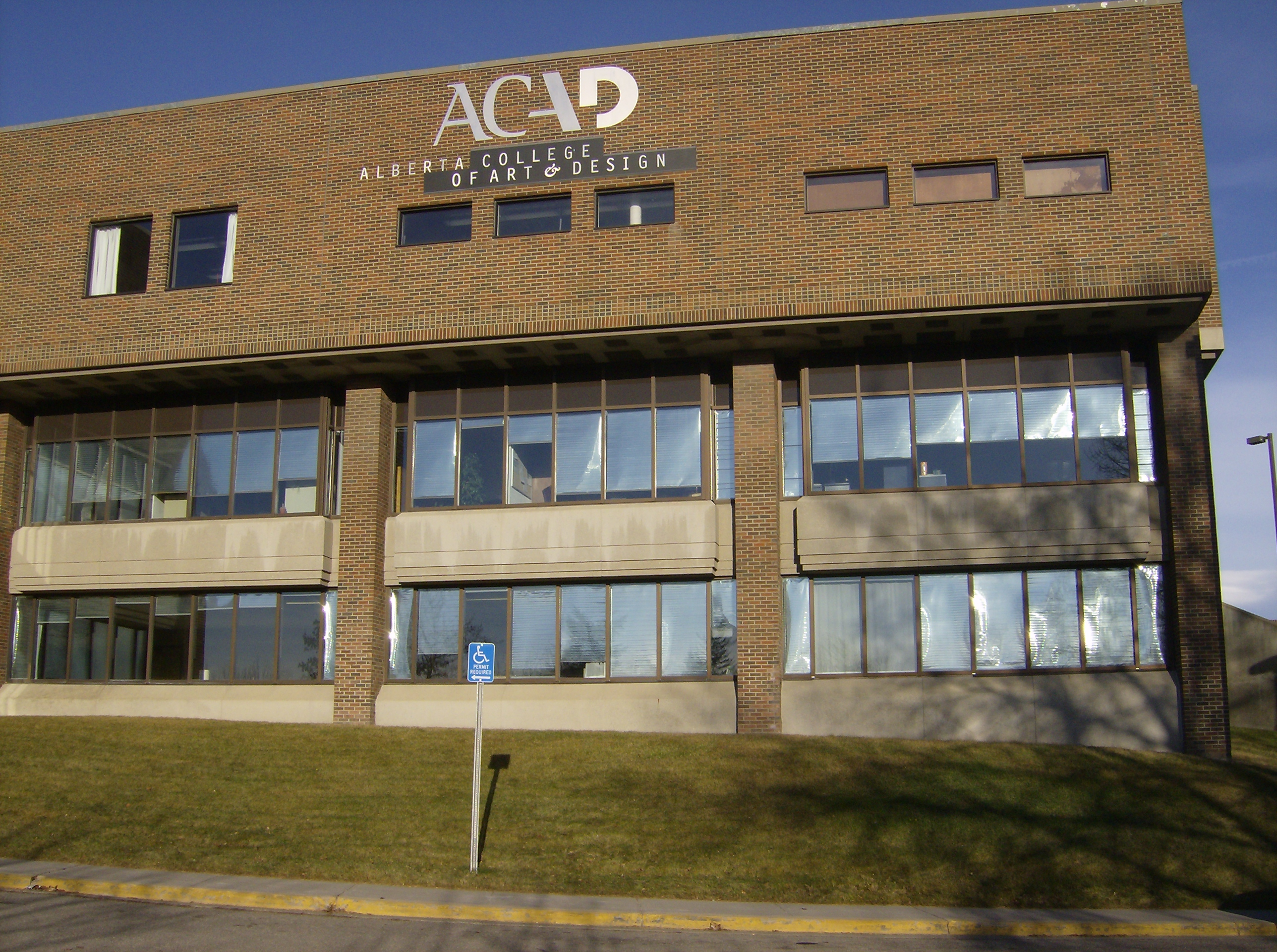
کالج هنر و معماری آلبرتا

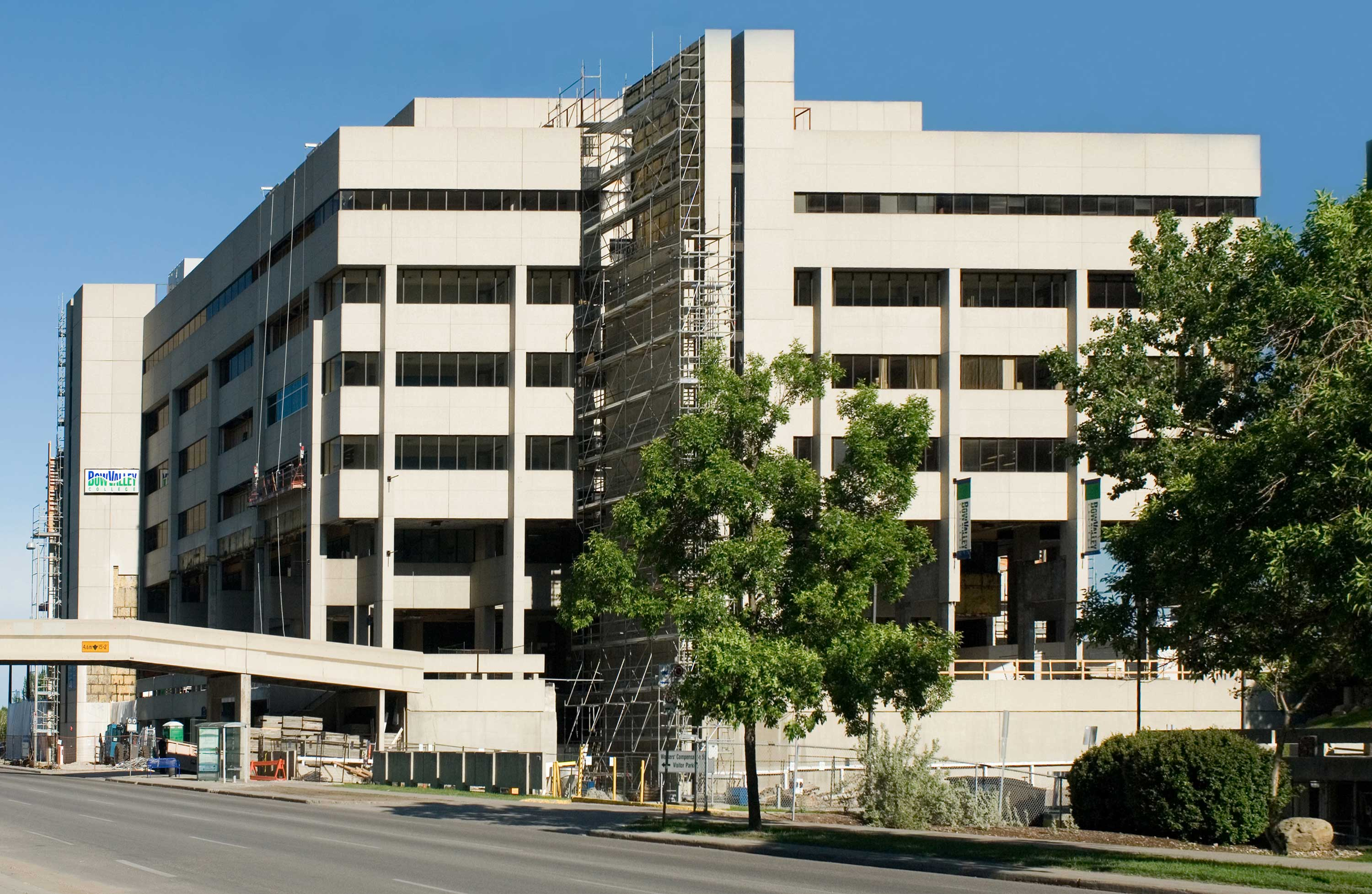
کالج باو ولی

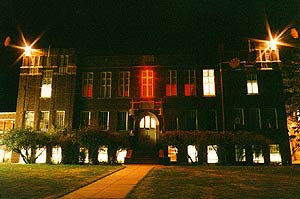
دانشگاه کنکوردیا

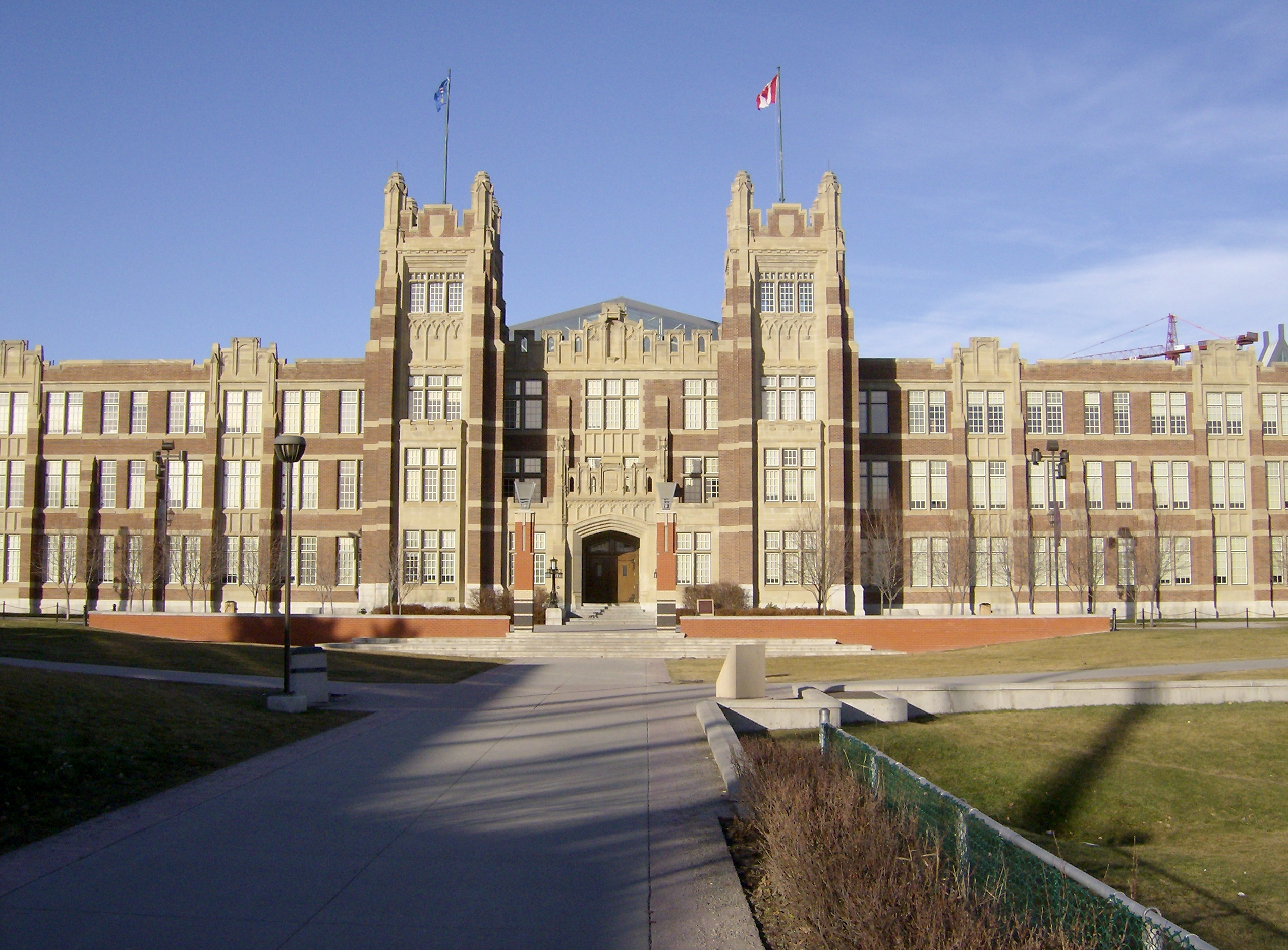
پلی تکنیک آلبرتای جنوبی

فهرست کالج‌های آلبرتا (انگلیسی: List of colleges in Alberta) شامل موسسات آموزش عالی بعد از دبیرستان در آلبرتا کانادا می‌باشد که تحت نظارت وزارت آموزش عالی و فناوری آلبرتا هستند. موسسات آموزش عالی زیر در آلبرتا هستند:

## کالج‌های دولتی
کالج‌های دولتی آلبرتا که مجوز اعطای مدرک دارند
| دانشگاه                 | شهر        | سال تأسیس | تعداد دانشجو |
| ----------------------- | ---------- | --------- | ------------ |
| کالج هنر و طراحی آلبرتا | کلگری      | ۱۹۷۳      | ۱٬۱۱۵        |
| کالج بوو والی           | کلگری      | ۱۹۶۵      | ۴٬۱۰۰        |
| کالج ناحیه گرند پریری   | گرند پریری | ۱۹۶۶      | ۲٬۰۰۰        |
| کالج کیانو              | فرتمک‌موری  | ۱۹۶۵      | ۱۰٬۰۰۰       |
| کالج لیک لند            | ورملیون    | ۱۹۱۳      | ۷٬۰۰۰        |
| کالج لث بریج            | لث بریج    | ۱۹۵۷      | ۷٬۲۰۰        |
| کالج مدیسین هت          | مدیسین هت  | ۱۹۶۵      | ۲٬۷۰۰        |
| کالج نورگست             | ادمونتون   | ۱۹۶۵      | ۱۰٬۸۰۰       |
| کالج لیک شمالی          | اسلیو لیک  | ۱۹۹۹      |              |
| کالج اولدز              | اولدز      | ۱۹۱۳      | ۱٬۲۸۸        |
| کالج پورتژ              | لک لا بیچ  | ۱۹۶۸      |              |
| کالج رد دیر             | رد دیر     | ۱۹۶۴      | ۱۰٬۰۰۰       |

## موسسات فنی و مهندسی
منبع:
| دانشگاه                   | شهر      | سال تأسیس | تعداد دانشجو                              |
| ------------------------- | -------- | --------- | ----------------------------------------- |
| دانشگاه صنعتی شمال آلبرتا | ادمونتون | ۱۹۶۲      | ۸۱٬۰۰۰ (تمام وقت و پاره وقت)              |
| دانشگاه صنعتی جنوب آلبرتا | کلگری    | ۱۹۱۶      | ۷۵٬۰۰۰ (۱۴٬۰۰۰ تمام وقت، ۶۱٬۰۰۰ پاره وقت) |

## کالج‌های خصوصی
کالج‌های خصوصی زیر مجوز اعطای مدرک دارند
| دانشگاه                         | شهر            | سال تأسیس | تعداد دانشجو |
| ------------------------------- | -------------- | --------- | ------------ |
| کالج انجیل آلبرتا               | کلگری          | ۱۹۳۲      |              |
| کالج دانشگاه امبروز             | کلگری          | ۱۹۲۱      | ~۸۰۰         |
| کالج دانشگاهی کانادایی          | لکامبی         | ۱۹۰۷      | ۵۲۰          |
| دانشگاه کونکوردیا - کالج آلبرتا | ادمونتون       | ۱۹۲۱      | ۱٬۷۰۰        |
| کالج کمبوروکز                   | کلگری          | ۲۰۱۱      |              |
| دانشگاه سلطنتی ادمونتون         | ادمونتون       | ۱۹۷۹      | ۶۶۷          |
| کالج سنت ماری                   | کلگری          | ۱۹۸۶      | ۵۰۰          |
| موسسه انجیلی                    | سکسمیت, سکسمیت | ۱۹۳۳      | ۱۵۰          |
| موسسه انجیلی                    | تری هیلز       | ۱۹۲۲      | ۳۰۰          |
| کالج تایلور                     | ادمونتون       | ۱۹۳۹      |              |

کالج‌های خصوصی زیر مجوز برگزاری دوره‌های آموزشی را دارند
| دانشگاه                   | شهر              | سال تأسیس | تعداد دانشجو |
| ------------------------- | ---------------- | --------- | ------------ |
| کالج پزشکی و فنی ای بی ام | کلگری            | ۲۰۱۰      | ۵۰۰          |
| موسسه آموزش ابزار سرعتی   | کمروز            | ۲۰۰۸      |              |
| کالج ماکاوی               | ادمونتون & کلگری | ۲۰۰۳      | ۲۵۰          |
| موسسه کاری گوینگ آلبرتا   | ادمونتون         | ۲۰۱۰      | ۴۰           |
| کالج روبرسون              | کلگری & ادمونتون | ۲۰۰۴      |              |